# ۱۴۹۲ پیکچرز
۱۴۹۲ پیکچرز به (انگلیسی: 1492 Pictures) یک شرکت تولید فیلم آمریکایی است که در سال ۱۹۹۴ توسط کریس کلمبوس، مارک رادکلیف و مایکل بارناتان تأسیس شد.

## فیلم‌ها
- نه ماه
- جیرینگ جیرینگ ادامه‌دار
- نامادری (فیلم)
- مرد دویست‌ساله (فیلم)
- هری پاتر و سنگ جادو (فیلم)
- هری پاتر و تالار اسرار (فیلم)
- هری پاتر و زندانی آزکابان (فیلم)
- چهار شگفت‌انگیز (فیلم ۲۰۰۵)
- شب در موزه
- چهار شگفت‌انگیز: قیام موج‌سوار نقره‌ای
- شب در موزه: نبرد اسمیتسونین
- عاشقتم، بث کوپر (فیلم)
- پرسی جکسون و المپ‌نشینان: دزد صاعقه
- خدمتکاران (فیلم)
- پرسی جکسون و المپ‌نشینان: دریای هیولاها
- شب در موزه: راز مقبره
- پیکسل‌ها (فیلم ۲۰۱۵)
- من غول می‌کشم (فیلم)
- اسکوب[۲]